# Чазон (север уезда Намчами)
Чазон (вьет. Trà Dơn) — община на севере уезда Намчами, провинция Куангнам, Вьетнам.

## География
Община Чазон расположена на юге уезда Намчами, и граничит:
- на севере — с уездом Бакчами и общиной Чаленг.
- на юге — с провинцией Контум и общинами Чаканг и Чатап.
- на востоке — с общинами Чатап и Чамай.
- на западе — с общиной Чаленг.

Площадь общины — 104,08 км². Заселённые территории вдоль рек и ручьёв относительно плоские, в основном же рельеф общины составляют холмы и горы с большими перепадами высот.

### Климат
Климат муссонный, двухсезонный. С марта по август — сухой, тёплый сезон с юго-западным ветром. С сентября по февраль — сезон дождей с низкими температурами и северо-восточным ветром. Наибольшее количество осадков выпадает в октябре и декабре, среднегодовое количество осадков — 4730 мм, средняя влажность — 88 %. Большое количество осадков часто приводит к разрушениям инфраструктуры и оказывает большое влияние на сельское хозяйство.

## Население
Численность населения в 2019 году — 3 429 человек. Более 90 % населения составляют седанги (кадонг), также проживают мнонги и вьеты.

## Административный состав
В общине 5 деревень:
- Деревня 1 (1081 человек населения, 244 домохозяйства),
- Деревня 2 (716 человек, 159 домохозяйств),
- Деревня 3 (407 человек, 76 домохозяйств),
- Деревня 4 (480 человек, 114 домохозяйств),
- Деревня 5 (237 человек, 56 домохозяйств).

## Инфраструктура
Из пяти деревень централизованное электричество есть только в одной, в других используются малые гидроэлектростанции. В некоторых деревнях водопровод либо не был построен, либо был разрушен наводнениями; некоторые домохозяйства берут воду для бытовых нужд из ручьёв.
На межобщинном уровне община Чазон соединена дорогой с общиной Чаленг. Есть дороги в деревни 2 и 3, однако, из-за наводнений они находятся в плохом состоянии.

## Экономика
Основные источники дохода жителей — сельское хозяйство и работа в органах власти. Средний доход работающего жителя — 2,4 млн донгов в год; при доходе в 5-6 млн человек считается обеспеченным. В среднем 70 % денег домохозяйства расходуются на еду. В общине 485 бедных домохозяйств.

### Сельское хозяйство
Горный рельеф не благоприятствует сельскому хозяйству, особенно дефицитны площади для заливных рисовых полей. Однако, благоприятным фактором является большое количество рек и ручьёв, дающих воду в изобилии. Помимо риса, здесь выращивают выращивают кукурузу, бананы, маниок, разводят крупный рогатый скот и птиц: буйволов, коров, свиней, коз, кур, уток.
С 1998 года прекращена вырубка лесов под сельскохозяйственные нужды, производится лесовосстановление, посажено 50 га леса. Некоторые домохозяйства инвестируют средства в выращивание чёрной акации; однако, большинство деревьев ещё не достигли возраста сбора урожая.

## Примечание
1. ↑  141/1983/QĐ-HĐBT
2. 1 2  Ban chỉ đạo Tổng điều tra dân số và nhà ở trung ương. Dân số đến 01 tháng 4 năm 2019 - tỉnh Quảng Nam. Дата обращения: 4 мая 2020. Архивировано из оригинала 29 сентября 2020 года.
3. ↑  Tổng cục Thống kê. Дата обращения: 15 декабря 2023. Архивировано 10 января 2021 года.
4. 1 2 3 4 5 6 7 8 9  Giới thiệu chung về xã Trà Dơn. Официальный сайт общины Чазон. Архивировано 29 ноября 2022 года.